# پترویوان
پترویوان (به انگلیسی: Petroyuan) عنوانی است که به اقدام چین نسبت به، انتخاب «یوان» در معاملات نفت به جای «پترو دلار» آمریکا اطلاق می‌گردد.